# Eviota zonura
Eviota zonura är en fiskart som beskrevs av Jordan och Seale, 1906. Eviota zonura ingår i släktet Eviota och familjen smörbultsfiskar. Inga underarter finns listade i Catalogue of Life.